# Morita Kan'ya XIV
Morita Kan'ya XIV (十四代目 守田 勘弥, Jūyondaime Morita Kan'ya), né le 8 mars 1907 - mort le 28 mars 1975, est un acteur japonais du théâtre kabuki. C'est un tachiyaku (interprète de rôles masculins), spécialiste des rôles de jeunes et beaux amants dans le style wagoto, type de rôle appelé nimaime. Kan'ya est également connu pour son début de carrière au cinéma durant l'après-guerre et comme le père adoptif de Bandō Tamasaburō V, le plus célèbre et populaire onnagata (interprète de rôles féminins) de nos jours.

## Lignée
Kan'ya est le quatorzième de la lignée d'acteurs et de directeurs de théâtre à porter le nom Morita Kan'ya. Les précédents porteurs du nom étaient les directeurs (zamoto) du théâtre de kabuki Morita-za à Edo (plus tard Tokyo) jusqu'en 1894.
Kan'ya est adopté par Morita Kan'ya XIII puis à son tour devient le père adoptif de Bandō Tamasaburō V.

## Carrière
Kan'ya fait sa première apparition sur scène à l'âge de sept ans au Kabuki-za de Tokyo sous le nom de scène Bandō Tamasaburō IV. Il prendra plus tard le nom Bandō Shūka III et, à la suite de la mort de son père adoptif en 1932, devient Morita Kan'ya XIV en 1935. Il est, comme la plupart des acteurs de kabuki, très prolifique et pendant un certain temps durant les années 1930, est membre d'un groupe de jeunes acteurs appelé Seinen Kabuki (« jeunes hommes Kabuki ») qui se produit régulièrement au Shin Kabuki-za de Tokyo, alors appelé Shinjuku Daiichi Gekijō (« premier théâtre Shinjuku »).
Dans les premières années d'après-guerre, Kan'ya apparaît dans un certain nombre de films dont Surōnin Makaritōru (1947), Otomi to Yosaburō (1950) et Edo no Hanamichi (1953).
Toujours très actif sur la scène kabuki, Kan'ya joue à de nombreuses occasions au Théâtre National, prenant également part aux cérémonies d'ouverture du théâtre en 1966 et à la représentation associée de Sugawara Denju Tenarai Kagami. Il joue aussi souvent en compagnie de son fils adopté, Bandō Tamasaburō V.
Kan'ya fait sa dernière apparition sur scène à Tokyo en décembre 1974 dans une production de Kanadehon Chūshingura au Théâtre national et sa toute dernière apparition sur scène le mois suivant au théâtre Chūnichi à Nagoya. Il meurt le 28 mars 1975.